# Los Angeles Grand Prix 1972
Il Los Angeles Grand Prix 1972 è stato un torneo di tennis giocato a Los Angeles negli Stati Uniti. È stata la 1ª edizione del torneo, che fa parte del Commercial Union Assurance Grand Prix 1972. Si è giocato dal 14 al 20 febbraio 1972.

## Campioni

### Singolare
Andrés Gimeno ha battuto in finale  Pierre Barthes con il punteggio di 6–3, 2–6, 6–2

### Doppio
Jim McManus /  Jim Osborne hanno battuto in finale  Ilie Năstase /  Ion Țiriac con il punteggio di 6–2, 5–7, 6–4